# Homofoni
För likaljudande ord, se Homofon
Homofoni (homo- + grekiska phōnē, 'ljud', 'ton', 'röst') är en musikvetenskaplig term. Den är en musikalisk satstyp, ett sätt att föra stämmorna i flerstämmig musik. Den kännetecknas av att en melodi dominerar och övriga stämmor bildar ackord, som understödjer melodin utan att konkurrera om lyssnarens uppmärksamhet.

## Historiska varianter

### Antiken
I antiken syftade homofoni på sångare som sjöng ihop, unisont eller i oktaver. I äldre svenska användes denna betydelse för två ljudkällor med samma ton, och den finns beskriven i tryck 1735. Denna användning av ordet räknas numera som utdöd i svenskan.

### Senare århundraden
I modern tid används termen som en motsats till polyfoni. Med homofoni menas då en musikalisk struktur där uttrycket finns i ett samspel mellan en tydlig melodilinje (vanligen i överstämman) och den harmoniska bakgrunden. I denna betydelse finns en entydig homofoni i en "ackordisk" sats, även kallad koralstil; där står en baston mot varje ton i melodin och mellanstämmor som är harmoniskt kontrollerade. Detta "vertikala" mönster kan kombineras med olika sorters avvikelser, utan att grundregeln med "melodi + ackord" försvinner.
Som satsteknisk princip har den moderna homofonin sitt ursprung i generalbastänkandet under barocken, och den tidens harmonik med dur/moll. En stor del av den wienklassiska repertoaren, liksom romanser och visor kan räknas till sång som styrs av homofoni. Där kombineras melodin med "kompmodeller" som styrs harmoniskt på olika sätt.
Denna mer moderna betydelse av homofoni finns i svensk skrift sedan 1864.

## Format
Bistämmorna i homofonin kan vara en eller flera. Är det bara en, bildar den tvåtoniga ackord mot melodin. Är de flera, kan de antingen ändå vara byggda som melodilinjer, där ackordväxlingarna uppkommer ur hur melodierna rör sig mot varandra; eller också är det fråga om en melodi med underliggande ackord, där ackorden står vart för sig under melodin likt stolpar under en brygga, och där man strängt taget inte kan tala om flera sammanhängande stämmor än melodin. Ackorden kan vara blockackord, med alla toner samtidigt, eller brutna (arpeggierade), med tonerna efter varandra.
Under ackorden kan som en tredje nivå finnas särskilda bastoner, kanske sammanbundna i en basstämma eller basgång, som ger ett harmoniskt fundament, liksom ett golv under ackord och melodi.
- Finns det bara en stämma, kallas det monofoni (satsen, om man vill tala om en sådan, är monofon).
- Är flera eller alla stämmor mer eller mindre lika viktiga, kallas det polyfoni (satsen är polyfon).